# Публий Суфенат Вер
Публий Суфенат Вер (лат. Publius Sufenas Verus) — римский политический деятель начала II века.
О происхождении Вера ничего неизвестно. Его сыном был Публий Суфенат, консул-суффект 150 года.
В 129—131 годах он занимал должность легата пропретора провинции Ликия и Памфилия. В конце своего срока (132 или 133 год) Вер был назначен консулом-суффектом. Его коллегой был Тиберий Клавдий Аттик Герод.